# Sport w Świnoujściu
Miasto ma będący obecnie podczas prac modernizacyjnych stadion, na którym w sezonie 2007/08 rozgrywane są mecze I ligi piłkarskiej. Stadion należy do klubu piłkarskiego MKS Flota Świnoujście, obecnie stadion Floty jest w przebudowie, przebudowywane są trybuny oraz zmieniana i poszerzana jest nawierzchnia płyty boiska, a w przerwie zimowej ma być wybudowana skocznia, rzutnia oraz nowa szersza bieżnia. Powstaną też małe boiska do siatkówki i koszykówki. Nad trybuną stanie tzw. wiata techniczna z systemem nagłośnienia. Stadion docelowo będzie spełniał funkcję obiektu wielofunkcyjnego dla potrzeb piłkarzy jak i lekkoatletów. W ramach budowy Centrum Kultury i Sportu zostanie wyremontowany i przebudowany hotel, który będzie służył również na potrzeby przyjezdnych sportowców i osobistości. 
Przy ul. Piłsudskiego znajduje się hala sportowa. Świnoujście ma także lodowisko, 4 korty tenisowe, 5 siłowni, fitnesklub, kryty basen oraz "Skatepark" dla fanów deskorolki i łyżworolek. 
Piłka nożnaFlota Świnoujście (III liga, gr. II), Prawobrzeże Świnoujście (klasa okręgowa, gr. zachodniopomorska I), Reda Świnoujście (nie istnieje), Odra Świnoujście (nie istnieje)
ŻeglarstwoJacht Klub Marynarki Wojennej "Kotwica", Jacht Klub "Cztery Wiatry", UKS "Keja" (Przytór)
SiatkówkaMMKS "Maraton"
LekkoatletykaMKL "Maraton", Klub Biegacza "Jogging"
Tenis ziemny i stołowyŚwinoujskie Stowarzyszenie Tenisa Ziemnego "LOB"
KarateŚAK Kyokushin,
TaekwondoŚLKT WTF "Pomorze"
KolarstwoKlub "KS Świnoujście"
TaniecKlub Tańca Sportowego JANTAR Świnoujście

## OSiR "Wyspiarz"
- Ośrodek Sportu i Rekreacji w Świnoujściu. Prowadzi zajęcia z cyklu aktywnego wypoczynku. Do ośrodka należą obiekty sportowe i rekreacyjne, w skład których wchodzą:
- hala tenisowa (przy ul. Matejki 17a), w której znajdują się dwa korty tenisowe ze sztuczną nawierzchnią. Obiekt wyposażony jest w przebieralnie, kabiny prysznicowe, hala zaś ma oświetlenie.
- Hala sportowa, umożliwiająca rozgrywanie meczów piłki siatkowej i koszykowej, z widownią na 144 miejsca[potrzebny przypis]. Hala jest wyposażona w 2 szatnie z prysznicami, własne nagłośnienie oraz saunę.
- Pełnowymiarowe boisko piłkarskie z nawierzchnią syntetyczną. Boisko jest wyposażone w oświetlenie, są także przebieralnie, łazienki i prysznice.
- Marina jachtowa, znajdująca się w Basenie Północnym. Marina oferuje w cenie postoju energię elektryczną, wodę oraz korzystanie z sanitariatów. Na terenie mariny działa stacja benzynowa oraz tawerna żeglarska. Jest także możliwość dodatkowego skorzystania z parkingów samochodowych.
- Kryta pływalnia, która umożliwia korzystanie z dużego i małego basenu. Obiekt ma parking dla samochodów osobowych. Oprócz pływania rekreacyjnego pod okiem doświadczonych instruktorów prowadzone są szkółki pływackie, aerobik oraz szkoła nurkowania.